# Markus Heitz

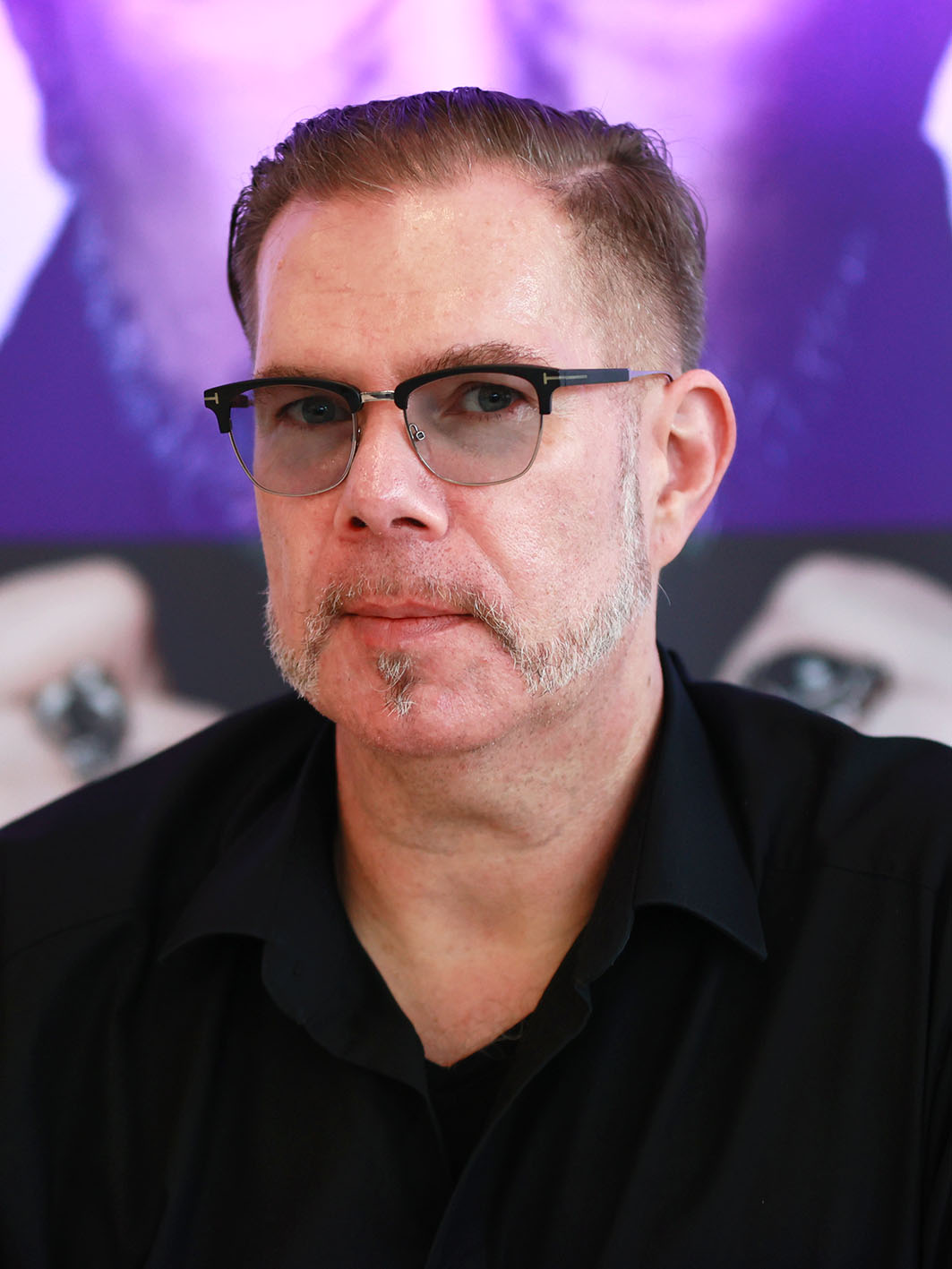
Markus Heitz - Frankfurter Buchmesse 2022

Markus Heitz (Homburg, 10 oktober 1971) is een Duitse schrijver van epische fantasy, vooral bekend voor zijn De Dwergen-serie. Heitz verkreeg de laatste paar jaar internationale erkenning in Europa, na de Engelse vertaling van zijn boeken. 